# Rob Reekers
Robert „Rob“ Reekers (* 7. Mai 1966 in Enschede) ist ein niederländischer Fußballtrainer. Als Abwehrspieler war er neun Jahre lang für den VfL Bochum in der deutschen Bundesliga aktiv. Er spielte viermal in der niederländischen Nationalmannschaft.

## Vereinskarriere

### Jugend in Twente
Rob Reekers wuchs im twentschen Dorf Losser direkt an der deutschen Grenze auf; mit acht Jahren wurde er Mitglied des örtlichen Fußballvereins KVV Losser, wo er „für meine spätere Fußballkarriere geformt“ wurde. Er profitierte vor allem davon, „dass wir dort ab zwölf Jahren gegen ältere Kinder spielten, so dass wir immer hundert Prozent geben mussten.“ Schon als er fünfzehn war, ließ sein Trainer ihn in der ersten Mannschaft des KVV auflaufen. Nach einigen Spielen in der Amateurliga brach er sich jedoch den Knöchel und kam erst gegen Ende der Saison 1981/82 wieder zum Einsatz. Dennoch wurde er auch in eine Twente-Regionalauswahl berufen.
Er erhielt ein Angebot des FC Twente, in dessen zweite Mannschaft er wechselte. Hier war er jüngster Spieler unter Trainer Epi Drost. Das Team spielte in einer Liga für Reserveteams niederländischer Profivereine; innerhalb dieses Systems stiegen die Enscheder 1983 in die erste Klasse auf. Der 17-jährige Reekers wurde Mannschaftskapitän dieser Elf und machte erste internationale Erfahrungen in der Jugendnationalmannschaft.

#### Wechsel nach Deutschland
Nach drei Jahren, in denen er vergeblich auf einen Vertrag für die Profimannschaft wartete, wechselte er nach Deutschland zum ASC Schöppingen in die Oberliga Westfalen. Die erfolgreiche Saison 1985/86 schloss der ASC als Westfalenmeister ab, scheiterte aber in der Aufstiegsrunde zur Zweiten Liga. Reekers wurde zum besten Spieler der Saison gewählt und, wie sein ebenfalls niederländischer Mannschaftskamerad Bennie Brinkman, in die Westfalenauswahl berufen, die den Länderpokal gewann.

### Bundesligaprofi in Bochum
Der VfL Bochum holte ihn daraufhin in seinen Bundesligakader. Am ersten Spieltag der Saison 1986/87 gab er im Spiel gegen den 1. FC Köln sein Debüt; in diesem Spiel am 9. August 1986 holte sich der Innenverteidiger – meist als Manndecker – seine erste von insgesamt 35 Gelben Karten im deutschen Profifußball (zweimal musste er mit Gelb/Rot, einmal mit Rot vorzeitig in die Kabine). Sein erstes Bundesligator für den VfL erzielte er ein Jahr später; zum 5:0-Sieg gegen den KSC steuerte er den dritten Treffer bei. In dieser Saison 1987/88 erreichte Reekers mit dem VfL einen der größten Erfolge der Vereinsgeschichte: das DFB-Pokalfinale. Am 28. Mai 1988 verlor der VfL im Olympiastadion Berlin durch einen Treffer von Lajos Détári gegen Eintracht Frankfurt mit 0:1. Für Reekers war es „eins der schönsten Erlebnisse meiner gesamten Fußballkarriere.“
In der Saison 1992/93 kassierte Reekers sieben Gelbe Karten in 34 Spielen; der VfL stieg nach 22 Jahren in die Zweite Liga ab. Nach dem direkten Wiederaufstieg konnte Reekers wegen einer Rückenverletzung längere Zeit nicht spielen; erst am 19. Spieltag kehrte er auf den Platz zurück, konnte aber den zweiten Abstieg der Bochumer innerhalb von zwei Jahren auch nicht mehr verhindern. Am letzten Spieltag erzielte er sein letztes Tor im VfL-Trikot – ein Eigentor beim 2:2 im Wildparkstadion für den Karlsruher SC. Insgesamt machte Reekers 219 Bundesliga- und 25 Zweitligaspiele für den VfL Bochum.

### Karriereausklang in Gütersloh
Nach dem Abstieg des VfL Bochum wechselte Reekers zum Regionalligisten FC Gütersloh, bei dem er noch fünf Jahre aktiv war. Mit den Ostwestfalen stieg er in seiner ersten Saison in die Zweite Liga auf, in der der Klub in seiner zweiten Profispielzeit fast die gesamte Saison unter den ersten fünf platziert war. Zum Ende der Spielzeit 1997/98 fehlten nur vier Punkte zum Aufstieg in die Eliteklasse. Drei Punkte fehlten in der folgenden Saison zum Klassenerhalt. Reekers und der FC mussten in die Regionalliga zurück.
Reekers erwarb in seiner Gütersloher Zeit die Trainerlizenz und blieb bei den Ostwestfalen auch in der Drittklassigkeit, war allerdings nicht mehr nur als Spieler, sondern auch als Manager und als Co-Trainer von Gerhard Kleppinger tätig. Doch noch in der laufenden Saison musste der FC Insolvenz anmelden; Kleppinger und Reekers wurden arbeitslos.

## Nationalmannschaft
Reekers spielte 1988 und 1989 viermal unter Bondscoach Thijs Libregts in der Nationalmannschaft. Seinen ersten Einsatz absolvierte er im Olympiastadion Rom am 16. November 1988. Außer Reekers debütierten in diesem Freundschaftsspiel, das 1:0 für Italien endete, auch René Eijkelkamp, Pieter Huistra und Fred Rutten neben gestandenen Nationalspielern wie Hans van Breukelen, Ronald Koeman, Frank Rijkaard oder Marco van Basten. In zwei weiteren Spielen wurde Reekers eingewechselt; in seinem letzten Match, einer 0:1-Niederlage gegen Brasilien am 20. Dezember 1989, spielte er erneut 90 Minuten. Nach diesem Spiel wurde Libregts als Bondscoach abgelöst; unter Leo Beenhakker, der die Mannschaft zur WM-Endrunde trainierte, wurde Reekers nicht mehr in die Elftal berufen. Er ist heute einer von sechs niederländischen Nationalspielern, die nie in der Eredivisie spielten; die anderen fünf sind Jordi Cruyff, Jimmy Floyd Hasselbaink, Wim Hofkens, Tim Krul und Willi Lippens.

## Trainer
Drei Monate nach der Insolvenz des FC Gütersloh begann Gerd Kleppinger als Trainer bei Rot-Weiß Oberhausen; als Co-Trainer holte er Reekers an den Niederrhein. Während die Cheftrainer wechselten (auf Kleppinger folgte Dragoslav Stepanović, auf „Stepi“ folgte Aleksandar Ristić) blieb Reekers drei Jahre Assistenztrainer der „Kleeblätter“, kündigte jedoch im Jahr 2003, um als Cheftrainer zum Nachfolger seines alten Vereins, FC Gütersloh 2000, zu gehen. Zwei Jahre lang trainierte er die Mannschaft in der Oberliga Westfalen, danach wurde sein Vertrag nicht verlängert. Er ging zurück nach Enschede, wo er die A2-'Jugendmannschaft der Spielgemeinschaft FC Twente/Heracles Almelo trainierte und eine Fußballschule aufbaute in der – nach dem Vorbild Wiel Coervers – Nachwuchstalente ausgebildet werden. Seit 2006 war er Trainer von SuS Stadtlohn, mit dem er 2008 in der neuen Westfalenliga antrat.
Im September 2008 gab er dieses Amt ab, um gemeinsam mit Hans-Jürgen Gede nach Aserbaidschan zu gehen. Als Co-Trainer beim Erstligisten Neftschi PFK aus Baku erhielt er einen Zweijahresvertrag. Im März 2009 wurde Gede – nach nur fünf Siegen in 15 Spielen – entlassen.
Reekers arbeitete von Ende Juni 2009 bis Ende Juni 2012 als Co-Trainer unter Jos Luhukay beim FC Augsburg. Zur Saison 2012/13 wechselte er mit ihm zu Hertha BSC. Am 5. Februar 2015 wurde er gemeinsam mit Markus Gellhaus und Luhukay entlassen. Von der Saison 2015/16 an stand er als Co-Trainer beim SC Paderborn unter Vertrag. Hier wurde er am 6. Oktober 2015 zusammen mit dem Cheftrainer Markus Gellhaus von seinen Aufgaben entbunden. Vom 19. September 2017 bis zum 30. Juni 2018 trainierte Rob Reekers wieder den Westfalenligisten SuS Stadtlohn. Ab dem 1. Juli 2018 war er Trainer bei der SpVgg Vreden, ebenfalls Westfalenligist, mit der ihm im Jahr 2020 der Aufstieg in die Oberliga Westfalen gelang.
Seit der Saison 2020/21 ist er als sportlicher Leiter bei seinem früheren Verein FC Gütersloh in der Oberliga Westfalen tätig.